# Памятник А. С. Пушкину (Баку)
Памятник А. С. Пушкину (азерб. Puşkinin heykəli) — памятник русскому поэту Александру Сергеевичу Пушкину в столице Азербайджана, городе Баку. Расположен памятник в одноимённом сквере на пересечении улиц Пушкина и Узеира Гаджибекова. Автором бронзового памятника является скульптор, академик Академии художеств России Юрий Орехов. Этот памятник является последней работой Орехова.

## История
Открытие памятника состоялось 12 октября 2001 года. На церемонии участвовали президент Азербайджана Гейдар Алиев, мэр города Баку Гаджибала Абуталыбов и посол Российской Федерации в Азербайджане Николай Рябов. Памятник является даром правительства России к 10-летию независимости Азербайджана, которое было отмечено 18 октября.
Ежегодно в день рождения Пушкина у памятника проходят мероприятия, посвящённые памяти поэта. В них принимают участие официальные лица, представители интеллигенции, а также жители столицы.